# The Lovecats
The Lovecats o The Love Cats è un singolo della band britannica The Cure, ultimo della Trilogia fantasy. È stato pubblicato il 18 ottobre 1983 ed è stato inserito due mesi dopo nell'LP Japanese Whispers.
Si dice che per scrivere il testo Robert Smith si sia ispirato al romanzo The Vivisector, anche se ciò non è mai stato verificato.

## Tracce
Lato A
1. The Lovecats (extended version nel vinile 12")

Lato B
1. Speak My Language
2. Mr. Pink Eyes (solo vinile 12")

## Formazione
- Robert Smith - voce, chitarra, tastiere
- Lol Tolhurst - vibrafono
- Phil Thornalley - basso
- Andy Anderson - batteria

## Curiosità
- The Lovecats è stata inserita nel gioco Dancing Stage Fever per Playstation e più recentemente è stata utilizzata come base per la sequenza iniziale del film di animazione belga Il castello magico.